# Санський Мост
Санський Мост (босн. і хорв. Sanski Most, серб. Сански Мост) — місто на північному заході Боснії і Герцеговини, на території Федерації Боснії і Герцеговини, центр однойменної громади. Лежить на річці Сана в області Боснійська Країна.

## Населення
| Санський Мост       |                |                |                |
| рік перепису        | 1991           | 1981           | 1971           |
| мусульмани          | 7 245 (42,25%) | 6 067 (43,25%) | 4 545 (52,34%) |
| серби               | 7 831 (45,67%) | 5 691 (40,57%) | 3 410 (39,27%) |
| хорвати             | 646 (3,76%)    | 523 (3,72%)    | 558 (6,42%)    |
| югослави            | 901 (5,25%)    | 1 504 (10,72%) | 96 (1,10%)     |
| інші та невизначені | 521 (3,03%)    | 242 (1,72%)    | 73 (0,84%)     |
| усього              | 17 144         | 14 027         | 8 682          |